# دوقية سبوليتو
دوقية سبوليتو المستقلة كانت منطقة لومباردية تأسس عام 570 في وسط إيطاليا من قبل اللومباردي الدوق فاروالد.